# Clarence D. Martin

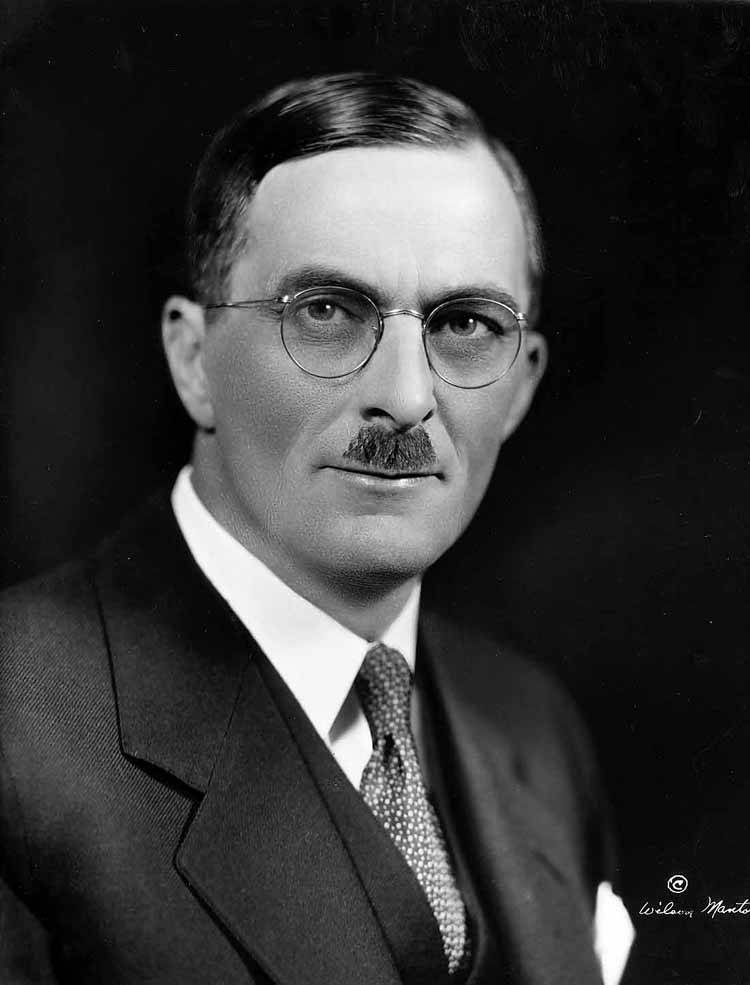
Clarence D. Martin

Clarence Daniel Martin (* 29. Juni 1887 in Cheney, Spokane County, Washington; † 11. August 1955 ebenda) war ein US-amerikanischer Politiker und von 1933 bis 1941 der elfte Gouverneur des Bundesstaates Washington.

## Frühe Jahre und politischer Aufstieg
Clarence Martin wuchs in Cheney auf und studierte dann bis 1906 an der University of Washington. Danach arbeitete er in der Firma seines Vaters mit, die Getreidemühlen betrieb. Nach dem Tod seines Vaters übernahm er die Firmenleitung. Seit 1928 war Martin Bürgermeister von Cheney. Im Jahr 1932 wurde er als Kandidat der Demokratischen Partei mit 57:34 Prozent der Stimmen gegen den Republikaner John Arthur Gellatly zum neuen Gouverneur von Washington gewählt. Der Ausgang dieser Wahl lag im nationalen Trend, der den Demokraten fast überall in den Vereinigten Staaten Wahlsiege bescherte. Höhepunkt dieser Entwicklung war die Wahl von Franklin D. Roosevelt zum US-Präsidenten.

## Gouverneur von Washington
Martin trat sein neues Amt am 9. Januar 1933 an. Nach einer Wiederwahl im Jahr 1936 konnte er bis zum 13. Januar 1941 im Amt bleiben. In dieser Zeit konnte die große Wirtschaftskrise, die Anfang der 1930er Jahre nicht nur im Staat Washington für große Probleme gesorgt hatte, überwunden werden. Dabei profitierte das Land auch von der New-Deal-Politik des Präsidenten. Martin unternahm aber auch eigene Anstrengungen zur Lösung der wirtschaftlichen Probleme. Es wurden Arbeitsmaßnahmen in die Wege geleitet um die Arbeitslosigkeit zu senken. Zu Beginn von Martins Amtszeit lag die Arbeitslosenquote noch bei 25 Prozent. Auch aus diesem Grund wurde der Bau von Staudämmen und Brücken initiiert. Der Gouverneur richtete zur logistischen Durchführung der Maßnahmen einen Planungsrat ein. Außerdem wurde ein Programm zur Soforthilfe für die von der Krise am meisten Betroffenen aufgelegt. Durch den Erfolg seiner Maßnahmen war der Gouverneur bei der Bevölkerung recht beliebt.

## Weiterer Lebenslauf
Nach dem Ende seiner Gouverneurszeit im Januar 1941 kehrte er in seinen Heimatort Cheney zurück, wo er wieder im Mühlengeschäft tätig wurde. Er war außerdem im Vorstand der Seattle First National Bank. Clarence Martin starb im August 1955. Er war mit Margaret Mulligan verheiratet, mit der er drei Kinder hatte.